# Paris va bien
Paris va bien è un singolo estratto dall'album Les chroniques du 75 Vol. 2 del gruppo rap francese Sexion d'Assaut, pubblicato nel 2011 e prodotto da Wati B.

## Classifica
| Classifica (2012) | Posizione massima |
| ----------------- | ----------------- |
| Francia           | 17                |
| Belgio (Fiandre)  | 4                 |